# Cyril Bacon
Cyril William Bacon (9 tháng 11 năm 1919 – 26 tháng 3 năm 2001) là một cầu thủ bóng đá người Anh thi đấu ở vị trí wing half cho Leyton Orient, có 118 lần ra sân tại Football League. Ông gia nhập Orient từ Hayes.